# 比洛戈洛維
49°45′23″N 25°19′48″E / 49.75639°N 25.33000°E
比洛戈洛維（烏克蘭語：Білоголови），是烏克蘭的村落，位於該國西部捷爾諾波爾州，由捷尔诺波尔区負責管轄，處於洛普尚卡河畔，始建於1785年，面積1.29平方公里，2001年人口765。